# Greniers à sel de Honfleur
Les greniers à sel sont deux édifices situé à Honfleur, en France,.

## Localisation
Les monuments sont situés dans le département français du Calvados, au centre de la ville de Honfleur, quai de la Tour, dans le quartier de l’Enclos.

## Historique
Trois greniers à sel ont été édifiés en 1670, en vue du stockage du sel pour la gabelle, en grande partie avec des pierres issues des anciens remparts de la ville. Ils permettaient d’entreposer 10 000 tonnes de sel destinées à la pêche à la morue sur les bancs de Terre-Neuve. Seuls deux des trois greniers ont été conservés et sont aujourd'hui propriété de la ville qui les utilise comme salles communales (expositions, concerts, conférences, un festival du cinéma russe…).
Les deux édifices sont respectivement classés au titre des monuments historiques le 31 juillet et le 6 décembre 1916,.

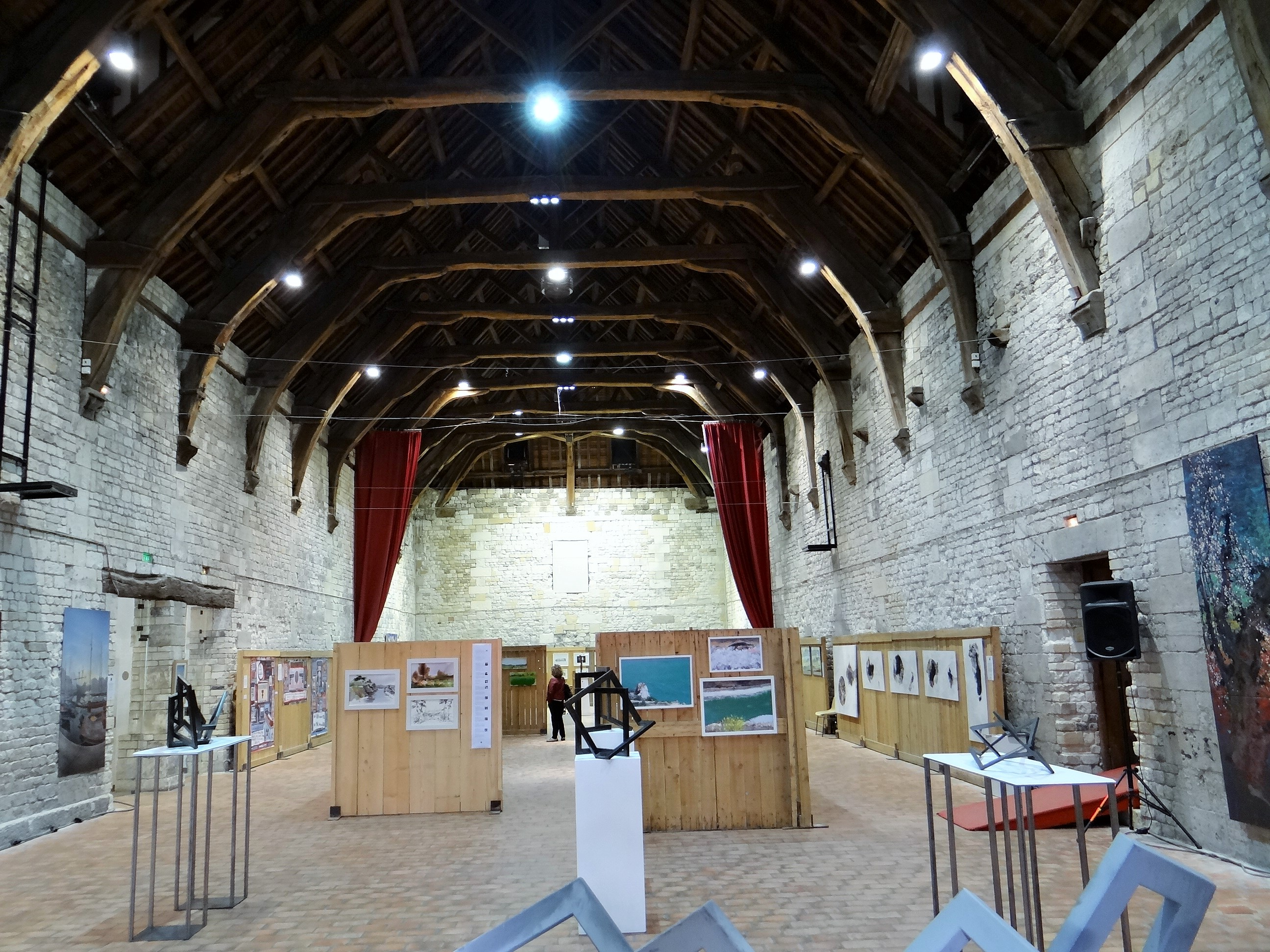
Intérieur.
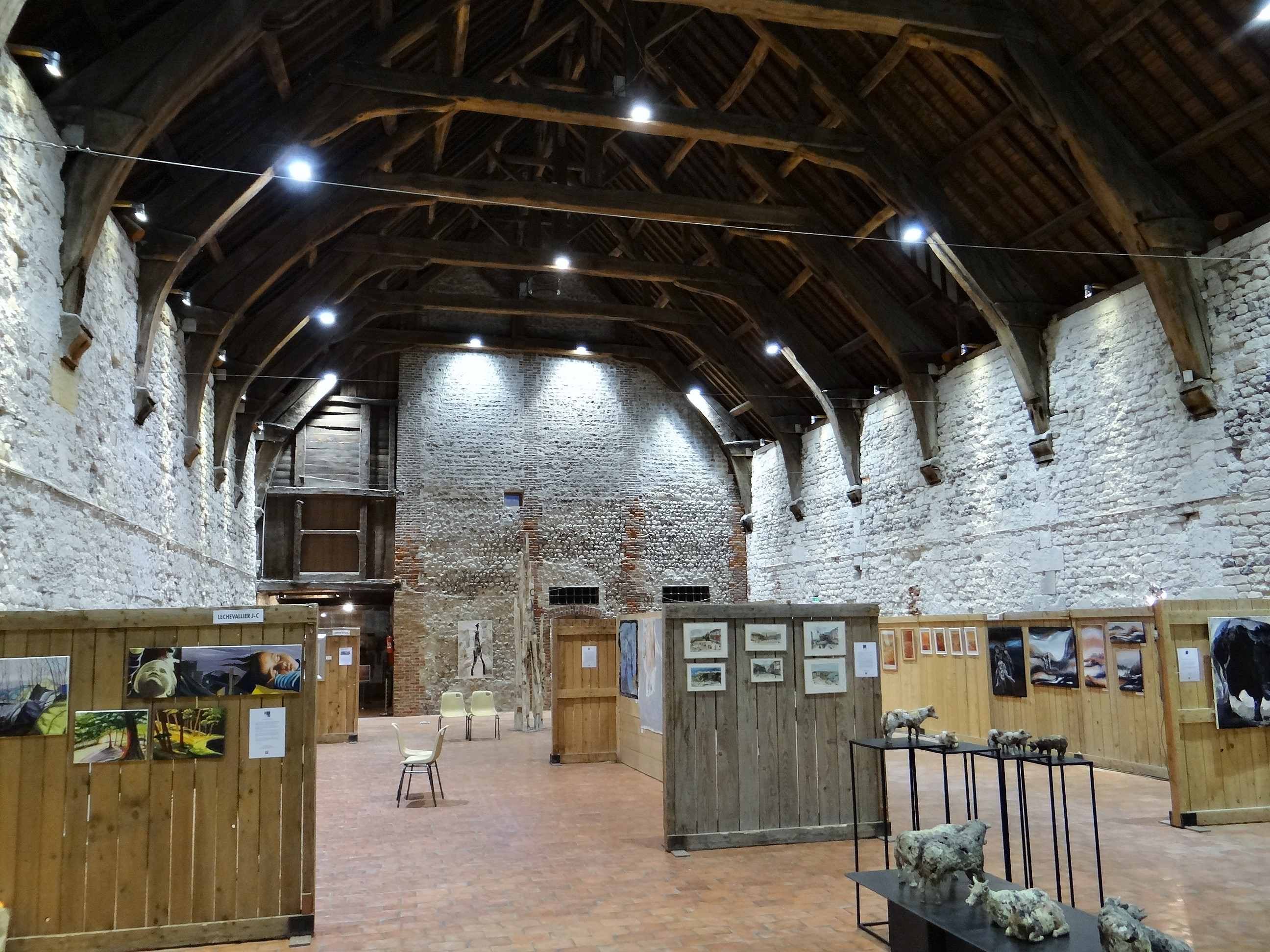
Intérieur.
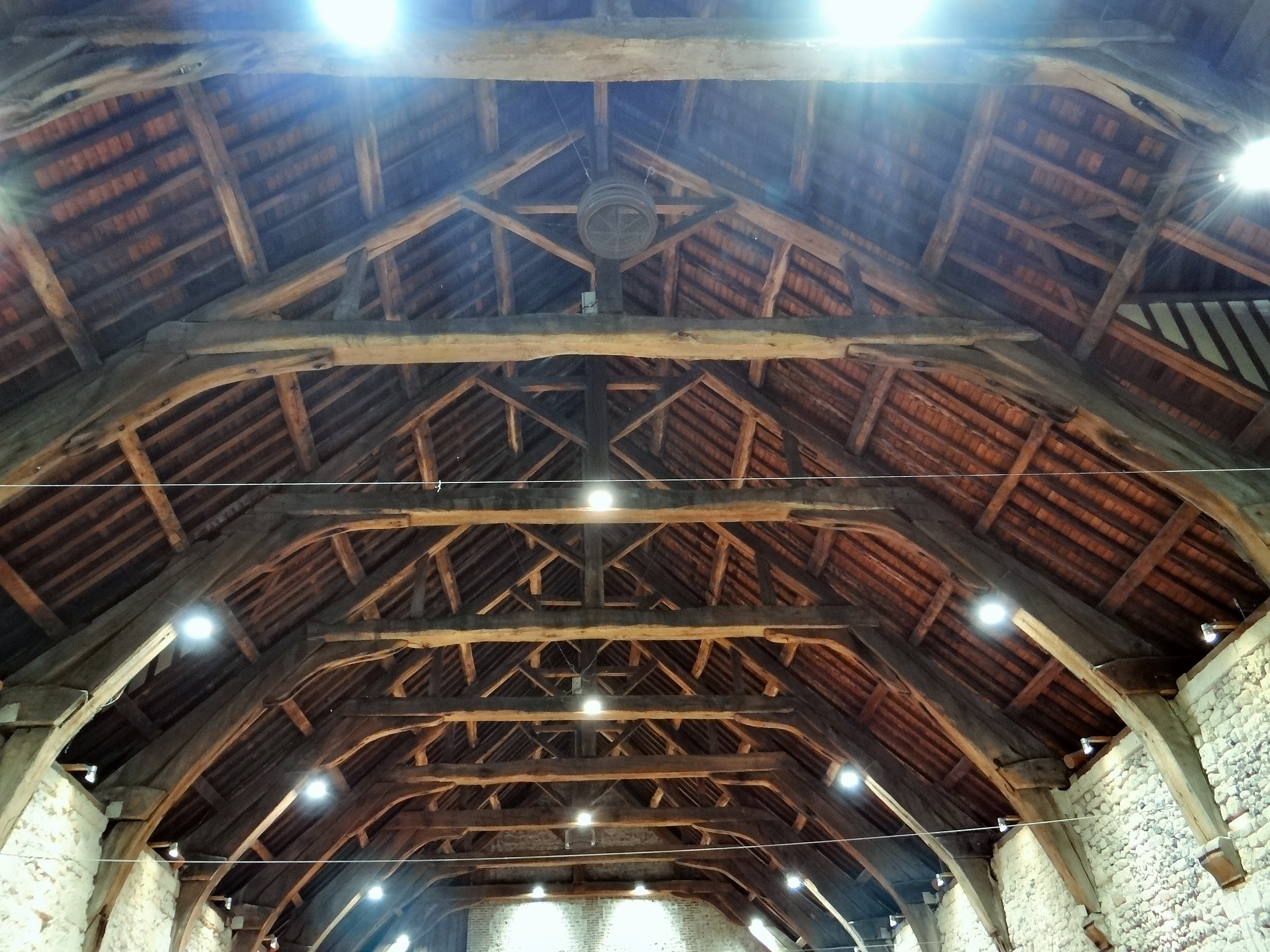
Charpente.
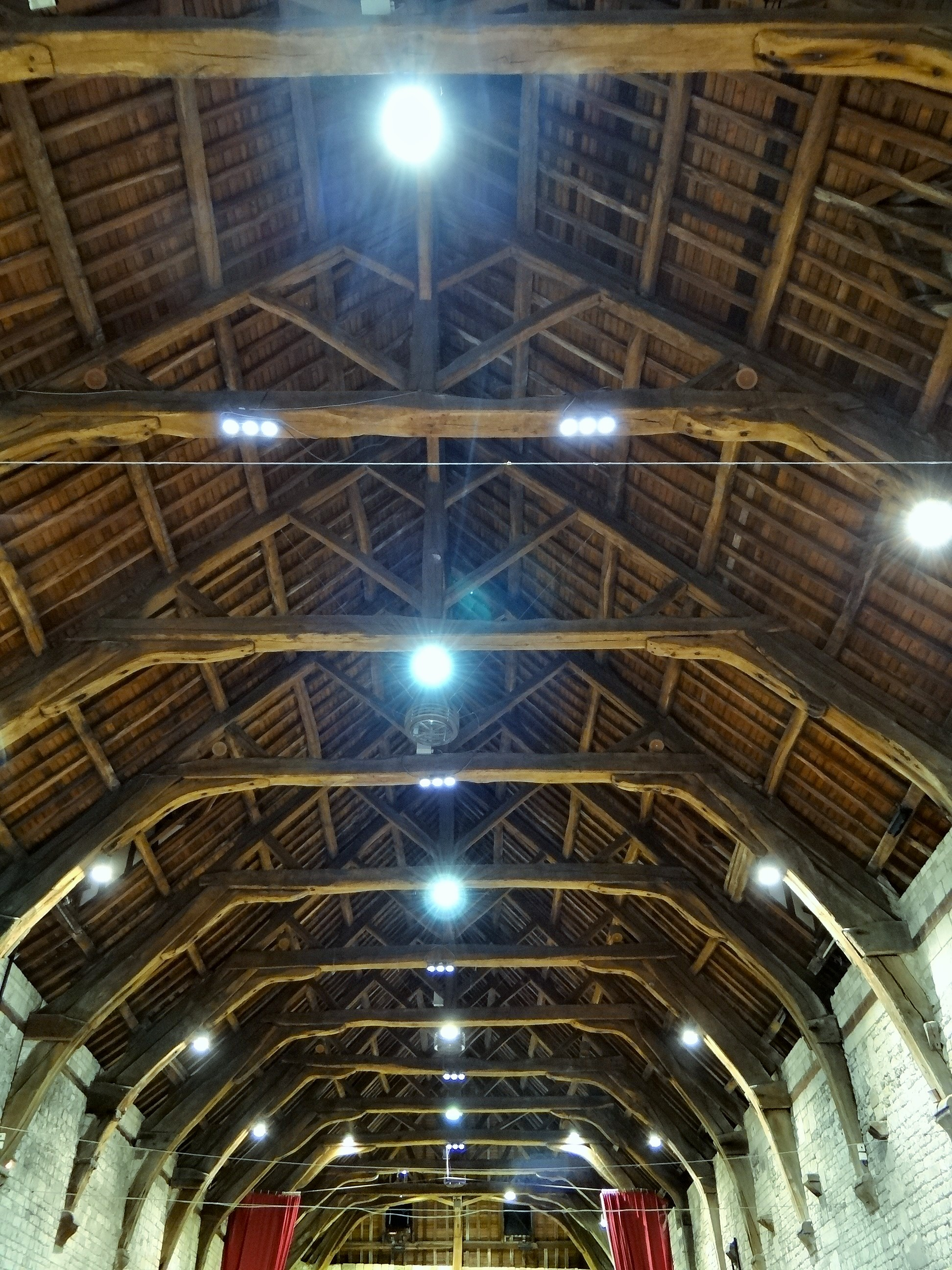
charpente